# ندغ رمحي الأوراق
الندغ رمحي الأوراق (باللاتينية: Satureja linearifolia) نوع نباتي عشبي يتبع جنس الندغ من الفصيلة الشفوية.

## الموئل والانتشار
موطنه الأصلي ليبيا.